# Greenfield (Misuri)
Greenfield es una ciudad ubicada en el condado de Dade en el estado estadounidense de Misuri. En el Censo de 2010 tenía una población de 1371 habitantes y una densidad poblacional de 465,56 personas por km².

## Geografía
Greenfield se encuentra ubicada en las coordenadas 37°24′58″N 93°50′34″O / 37.41611, -93.84278. Según la Oficina del Censo de los Estados Unidos, Greenfield tiene una superficie total de 2.94 km², de la cual 2.94 km² corresponden a tierra firme y (0.09%) 0 km² es agua.

## Demografía
Según el censo de 2010, había 1371 personas residiendo en Greenfield. La densidad de población era de 465,56 hab./km². De los 1371 habitantes, Greenfield estaba compuesto por el 95.55% blancos, el 0.8% eran afroamericanos, el 1.09% eran amerindios, el 0.07% eran asiáticos, el 0.15% eran isleños del Pacífico, el 0.36% eran de otras razas y el 1.97% pertenecían a dos o más razas. Del total de la población el 2.41% eran hispanos o latinos de cualquier raza.